# 俞氏楼梯草
俞氏楼梯草（学名：Elatostema yui）为荨麻科楼梯草属的植物，为中国的特有植物。分布在中国大陆的云南等地，生长于海拔1,900米至2,800米的地区，多生于铁杉林下、山谷常绿阔叶林及沟边，目前尚未由人工引种栽培。